# Acquacanina
Acquacanina è un municipio del comune italiano di Fiastra di 122 abitanti della provincia di Macerata nelle Marche.

Fino al 31 dicembre 2016 è stato un comune autonomo. Acquacanina era un comune sparso, la sede municipale si trovava nel centro di Piè del Colle. Era il comune meno popolato della regione.

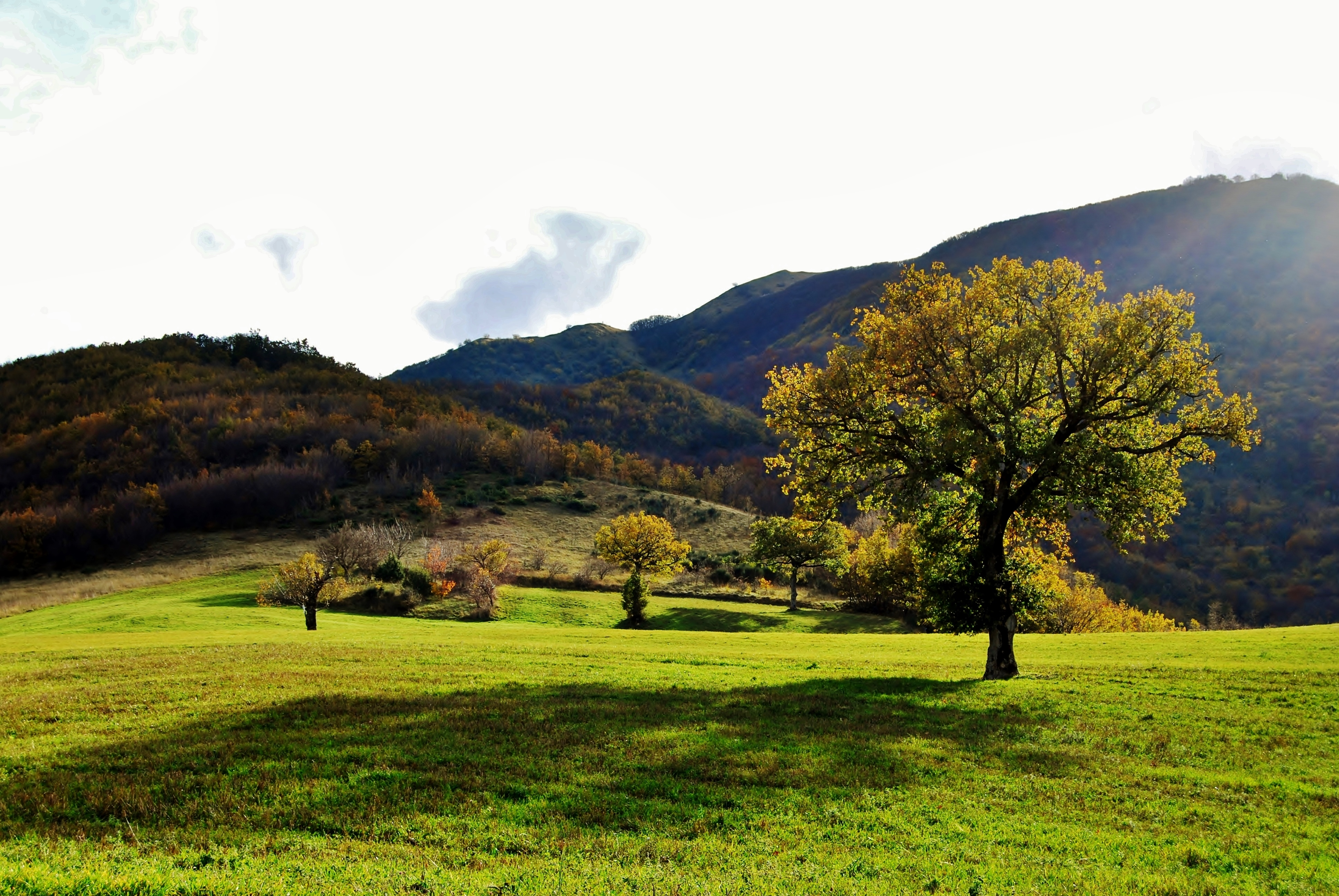
paesaggio naturale nei dintorni di Acquacanina

## Geografia fisica
Il territorio di Acquacanina si estende su un territorio prevalentemente montuoso, a 734 m s.l.m. sui Monti Sibillini, e caratterizzato da paesaggi naturali monumentali. Il territorio si affaccia per un tratto di arenile sul Lago di Fiastra.

## Storia
In età antica non si sono avuti ritrovamenti, né particolari menzioni, di insediamenti in territorio acquacaninese. La storia di Acquacanina iniziò nel VI secolo, quando una delle prime comunità benedettine si installò nell'abbazia di San Salvatore in Rio Sacro, fondata in un luogo accidentato lungo la valle del Rio Sacro, a poco meno di 1000 m s.l.m.:
Fu solo nel Cinquecento che i monaci benedettini abbandonarono la loro sede per fondare l'abbazia di Santa Maria in Rio Sacro in un luogo meno accidentato, precedentemente occupato dalla chiesa di Santa Maria in Merigu, dipendenza dell'abbazia di San Salvatore fondata attorno al 1000.

## Monumenti e luoghi d'interesse

### Architetture religiose
- Chiesa parrocchiale di Rio Sacro: fondata dai benedettini nell'anno 1000 e recentemente restaurata, ha all'interno notevoli opere d'arte tra cui un gruppo in legno con la Madonna di Rio Sacro e il Bambino (XVI secolo), una piccola tela (Madonna del Suffragio) di Carlo Maratta, una tavola del XVI secolo e un affresco (Martirio di San Sebastiano) attribuito a Girolamo di Giovanni.
- Ruderi del Castello costruito dalla famiglia Da Varano nel XIV secolo in località Vallecanto, con all'interno la coeva chiesetta di Santa Margherita ornata da due affreschi di Girolamo di Giovanni.
- Chiesa della Madonna del Vallone:[7] in località Campicino, fu costruita tra 1624 e 1655 circa, con il campanile curiosamente posto a considerevole distanza, nel mezzo del piccolo paese per ragioni acustiche. La facciata, intonacata in bianco, presenta modanature in cotto e pietra, in alto un doppio timpano con al cento una nicchia tamponata, ed è più bassa del corpo della chiesa. Il portale a tutto sesto presenta negli strombi delle colonnine, è sormontato da un pronao lievemente aggettante.  Ai lati del portale sono due nicchie vuote. L'interno è a navata unica ed ha monumentali altari lignei barocchi, tre per lato, probabilmente tutti opera della stessa bottega. L'altare maggiore custodisce una tavola con una Madonna col Bambino, collocabile alla fine del Cinquecento o agli inizi del Seicento. Tra altri dipinti sei-settecenteschi interessanti, seppur non di altissima qualità, vi è, al primo altare sinistro è una tela con la Deposizione attribuita a Lorenzo Garbieri e collocabile forse entro il secondo quarto del XVII secolo.[8]
- Abbazia di San Salvatore a Rio Sacro di Meriggio: della chiesa rimangono solo dei ruderi.
- Abbazia di Santa Maria di Rio Sacro: sorge a qualche chilometro dalla vecchia Abbazia di San Salvatore, nella quale furono trasportati tutti i suppellettili della più antica abbazia, che fu abbandonata per motivi logistici. San Salvatore prendeva il nome da un Crocifisso ligneo che è stato trafugato dalla nuova Abbazia di Santa Maria di Rio Sacro nel XVIII secolo.

Territorio dell'ex comune di Acquacanina all'interno della provincia di Macerata

## Società

### Evoluzione demografica
Abitanti censiti

## Geografia antropica
Il capoluogo del municipio è il centro di Pie' del Colle, che ha 31 abitanti. Altre località sono:
- Vescia, con 43 abitanti
- Meriggio, con 14 abitanti
- Campicino, con 34 abitanti

## Amministrazione
| Periodo        | Periodo          | Primo cittadino     | Partito                    | Carica  | Note |
| -------------- | ---------------- | ------------------- | -------------------------- | ------- | ---- |
| 26 giugno 1985 | 23 maggio 1990   | Simone Baldi        | DC                         | Sindaco |      |
| 24 maggio 1990 | 23 aprile 1995   | Simone Baldi        | DC                         | Sindaco |      |
| 24 aprile 1995 | 13 giugno 1999   | Simone Baldi        | Centro                     | Sindaco |      |
| 14 giugno 1999 | 12 giugno 2004   | Simone Baldi        | Lista civica               | Sindaco |      |
| 13 giugno 2004 | 7 giugno 2009    | Ennio Ermini        | Lista civica               | Sindaco |      |
| 8 giugno 2009  | 25 maggio 2014   | Giancarlo Ricottini | Limpida, serena e concreta | Sindaco |      |
| 26 maggio 2014 | 31 dicembre 2016 | Giancarlo Ricottini | Limpida, serena e concreta | Sindaco |      |

Fonte: Ministero dell'Interno .